# ZPU-4
ZPU-4 je vlečená protiletadlová zbraň jehož základem je sovětský kulomet KPV 14,5 mm. Do armády byl zaveden v roce 1949 a užívalo jej přes 50 zemí na světě. Existovala také verze s dvojicí nebo jedním kulometem pod názvem ZPU-2 a ZPU-1.

## Popis
Vývoj ZPU-2 a ZPU-4 začal v roce 1945, ZPU-1 v roce 1947. Vylepšený optický zaměřovač byl zaveden v roce 1950.
Všechny kulomety v sérii ZPU mají rychle výměnné hlavně a mohou střílet různé typy střeliva včetně API (BS.41) , API-T (BZT) a I-T (ZP) projektilů. Každá hlaveň má teoretickou kadenci cca 600 / min, ale praktická kadence byla asi 150 / min.
Čtyřhlavňová verze ZPU-4 používala čtyřkolový podvozek podobný předchozímu 25 mm automatickému kanonu M1940. V palebném postavení byla zbraň stabilizovaná pomocí zvedáků. Přechod z přepravní polohy do palebné a zpět trval asi 15 – 20 s a v případě potřeby bylo možné střílet i v přepravní poloze.
Dvouhlavňová verze ZPU-2 byla postavená ve dvou různých verzích, starší model s dvojicí kol, které se v palebném postavení sundávají. Pozdější verze měla dvě kola, která se v palebném postavení zvedala.
Jednohlavňová verze ZPU-1 měla dvě kola a mohla být rozdělena na několik kusů po 80 kg k dopravě těžkým terénem.
Zbraně vyráběla také Čína a Severní Korea.

## Historie
Zbraně používané během války v Koreji Čínskou a Severokorejskou armádou byly později považovány za nebezpečnější pro vrtulníky ve válce ve Vietnamu. Byly také využívány Iráckými silami během operace Desert Storm.
V ruské armádě byl nahrazen novějším a silnějším dvojitým 23 mm automatickým kanonem ZU-23.

## Munice
- API (BS.41)- Průbojná zápalná – Celoplášťová střela s jádrem z karbidu wolframu. 64,4 g, 976 m/s, na 500 m probije 32 mm ocel.
- API-T (BZT)- Průbojná zápalná trasovací – Celoplášťová střela s tepelně upraveným ocelovým jádrem se stopovkou. 59,56 g, 1.005 m/s, stopovka svítí do 2 km.
- I-T (ZP)- zápalná trasovací – 59,68 g.

Výroba munice dále probíhá v: Bulharsko, Čína, Egypt, Polsko, a Rumunsko.

## Varianty
- ZPU-4
  - Type 56 – Čínská verze.
- ZPU-2
  - Type 58 – Čínská verze.
- ZPU-1

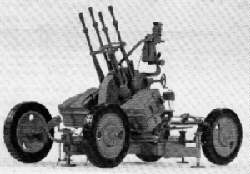
ZPU-4

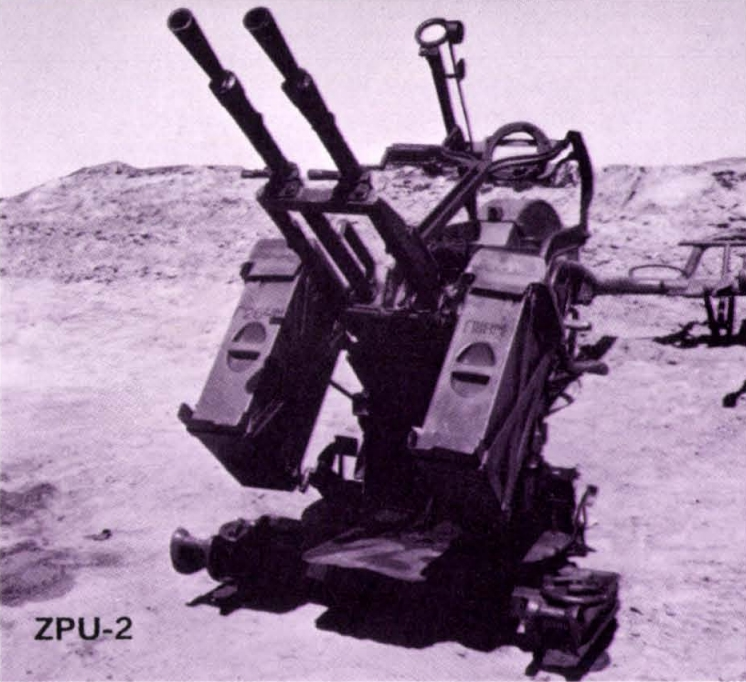
ZPU-2

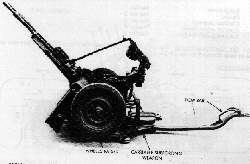
ZU-2

- BTR-40A SPAAG – A BTR-40 průzkumné vozidlo s ZPU-2, zavedeno 1950.
- BTR-152A SPAAG – A BTR-152 obrněný transportér s ZPU-2 namontovaným vzadu, zavedeno 1952.
- ZU-2 – dvouhlavňová verze pro výsadkové jednotky (lehčí než ZPU-2), se vyvíjel z ZPU-1.

## Specifikace

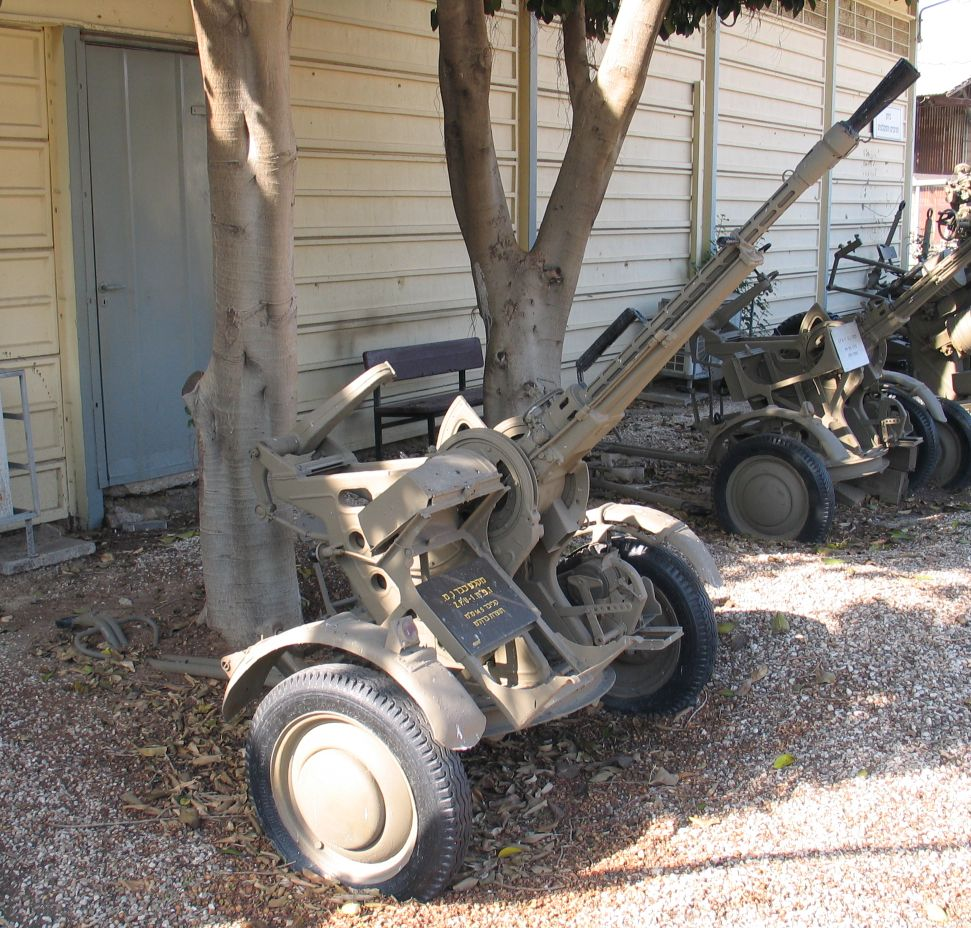
ZPU-1

| Model                | ZPU-1               | ZPU-2               | ZU-2                | ZPU-4               |
| -------------------- | ------------------- | ------------------- | ------------------- | ------------------- |
| Hlavně               | 1                   | 2                   | 2                   | 4                   |
| Hmotnost (přepravní) | 413 kg (910 lb)     | 994 kg (2,191 lb)   | 649 kg (1,430 lb)   | 1,810 kg (3,990 lb) |
| Hmotnost (střelecká) | 413 kg (910 lb)     | 639 kg (1,408 lb)   | 621 kg (1,369 lb)   | 1,810 kg (3,990 lb) |
| Délka (přepravní)    | 3.44 m (11.28 ft)   | 3.54 m (11.61 ft)   | 3.87 m (12.69 ft)   | 4.53 m (14.86 ft)   |
| Výška (přepravní)    | 1.62 m (5.31 ft)    | 1.92 m (6.29 ft)    | 1.37 m (4.49 ft)    | 1.72 m (5.64 ft)    |
| Šířka (přepravní)    | 1.34 m (4.39 ft)    | 1.83 m (6.00 ft)    | 1.1 m (3.60 ft)     | 2.13 m (7 ft)       |
| Elevace              | +88/-8              | +90/-7              | +85/-15             | +90/-10             |
| Náměr                | 360                 | 360                 | 360                 | 360                 |
| Maximální dostřel    | 8,000 m (8,749 yds) | 8,000 m (8,749 yds) | 8,000 m (8,749 yds) | 8,000 m (8,749 yds) |
| Maximální výška cíle | 5,000 m (16,404 ft) | 5,000 m (16,404 ft) | 5,000 m (16,404 ft) | 5,000 m (16,404 ft) |
| Efektivní výška cíle | 1,400 m (4,593 ft)  | 1,400 m (4,593 ft)  | 1,400 m (4,593 ft)  | 1,400 m (4,593 ft)  |
| Zásobování náboji    | 1200                | 2400                | 2400                | 4800                |
| Obsluha              | 4                   | 5                   | 5                   | 5                   |